# Acht Brücken
Acht Brücken | Musik für Köln ist der Name eines Musikfestivals in Köln. Es wurde 2011 als Nachfolgefestival der MusikTriennale Köln ins Leben gerufen. Jährlich Anfang Mai widmet es sich der Musik der Moderne. Genreübergreifend werden in vielen verschiedenen Kölner Spielstätten von renommierten Künstlern und Ensembles der zeitgenössische-Musik-Szene sowie Vertretern der freien Musikszene Kölns die Bühnen der Domstadt bespielt. Im Juni 2016 wurde das Festival vom Deutschen Kulturrat auf Die Rote Liste gesetzt und in die Kategorie 2 und damit als gefährdet eingestuft.

## Konzept
Acht Brücken | Musik für Köln will die Musik der Moderne einem breiten Publikum vermitteln. Neben Konzerten werden Workshops organisiert, Filmbeiträge gezeigt, Ausstellungen kuratiert, Vorträge gehalten und spezielle Angebote für Kinder bereitgestellt. Zudem gehören die kostenlosen öffentlichen Proben zum Konzept. Eine ebenfalls kostenfreie abendliche Lounge ist weiterer Bestandteil des täglichen Programms. Der abstrakte und symbolische Titel „Acht Brücken“ erinnert an die acht Brücken die heute im Kölner Stadtgebiet den Rhein überspannen und soll ein Ausdruck für die Offenheit des Festivals sein.

## Geschichte

### 2011
Im Jahr 2011 fand das Festival zwischen dem 8. und 15. Mai unter dem Titel „Pierre Boulez – Frankreich und die Moderne“ statt. Bei diesem Festival-Debüt wurden rund 9.000 Besucher gezählt. Direkt zu Beginn der Festivalwoche stand Boulez selbst auf der Bühne, als er das Mahler Chamber Orchestra und die MCO Academy NRW in der Kölner Philharmonie dirigierte. Acht Tage lang wurden die 15 bedeutendsten Werke des Komponisten präsentiert sowie moderne französische Musik gespielt. Die Aktion „Musikalischer Spaziergang“ bot die Möglichkeit, mit einem Audio-Guide an acht zentrale Orte Kölns geführt zu werden, die mit der Person Pierre Boulez in Verbindung stehen, um dort mehr über seine Persönlichkeit zu erfahren. In der Lagerstätte für die mobilen Hochwasserschutzelemente wurde ein Solo-Violin-Programm von Michael Barenboim aufgeführt, weiter gab es kostenfreie „Acht Brücken“-Lunch-Konzerten.

### 2012
Die zweite Ausgabe des Festivals widmete sich John Cage und der Musik Nordamerikas. Vom 29. April bis zum 6. Mai 2012 besuchten circa 20.000 Menschen die Veranstaltungen unter dem Titel „John Cage – Amerika. Eine Vision“ und feierten den 100. Geburtstag des 1992 verstorbenen Musikers. In 21 Spielstätten wurde Musik der US-amerikanischen Moderne geboten. Zusammen mit dem Schlagzeuger Martin Grubinger und der Organistin Iveta Apkalna eröffneten das WDR Sinfonieorchester Köln und Jonathan Stockhammer das Festival. Auch im Jahr 2012 schrieb das Festival – wie schon im Jahr 2011 – den internationalen Kompositionswettbewerb für junge Komponisten aus. Der Schotte Neil Thomas Smith und der Engländer Nicholas Stuart gewannen den ersten Preis; der Amerikaner Jacob Gotlib wurde Zweitplatzierter. Veranstaltungen wie die literarische Matinée, der „Musikalische Spaziergang“ sowie die Lunch-Konzerte und ein spezielles Filmprogramm über John Cage rundeten das Programm ab. Der Video-Wettbewerb zu „John Cages Werk 4’33“ forderte dazu auf, eine eigene Version von 4’ 33’’ zu kreieren und es auf der Festival-Webseite hochzuladen. Die Theatergruppe des Gymnasiums Rodenkirchen und die Zentralkapelle Berlin wurden von den Besuchern der „Acht Brücken“-Website zu den Gewinnern des Wettbewerbs gewählt. Unter dem Titel „Ein Tag rund um John Cage“ am 6. Mai 2012 wurden bei freiem Eintritt in der Kölner Philharmonie, im angrenzenden Museum Ludwig und im Filmforum zahlreiche Werke von John Cage und seinen Zeitgenossen gespielt. Kammermusikalische und groß besetzte Werke wurden dabei u. a. vom Ensemble musikFabrik, dem International Contemporary Ensemble (ICE), von Mitgliedern des Ensemble Modern und dem SWR Sinfonieorchester Baden-Baden und Freiburg interpretiert. Rund 4500 Besucher kamen zu diesem Ereignis.

### 2013
Die dritte Ausgabe des Festivals mit rund 30 Konzerten und 30.000 Besuchern fand vom 30. April bis zum 12. Mai 2013 statt. Dabei standen die elektronische Musik von gestern und heute sowie das Werk des Komponisten Iannis Xenakis im Zentrum.

### 2014
Vom 30. April bis 11. Mai fand die vierte Ausgabe des Festivals Acht Brücken | Musik für Köln statt. Ein Jahrhundert nach dem ersten Einsatz eines permanenten Fließbandes ging das Festival unter dem Titel „Im Puls“ dem Gegensatz von menschlichem Puls und maschinellem Takt auf den Grund. Ein Schwerpunkt lag auf dem Komponisten György Ligeti, aus dessen Gesamtwerk knapp 30 Werke aus der Entstehungszeit von 1948 bis 2001 aufgeführt wurden, u. a. von dem SWR Sinfonieorchester Baden-Baden und Freiburg unter dem Dirigenten François-Xavier Roth, den Bamberger Symphonikern und dem Ensemble intercontemporain. Das thematische Afrika-Wochenende „Im Puls Afrika“ stellte die Spielarten der afrikanischen Musik vor; die in Zusammenarbeit mit der c/o pop veranstaltete Konzertreihe verband elektronische Musik mit der Musik der Moderne.

### 2015
Die fünfte Ausgabe des Festivals fand vom 30. April bis 10. Mai unter dem Motto „Musik. Politik?“ statt und stellte sich die Frage, ob und inwieweit die neue Musik politische Handlungen in sich trägt oder sogar selbst zur politischen Handlung wird. Im Fokus stand der Komponist Louis Andriessen, von dem insgesamt 14 Werke aus der Entstehungszeit von 1970 bis 2013 aufgeführt wurden, u. a. vom Ensemble Modern Orchestra, Asko|Schönberg, Ensemble Resonanz und Suono Mobile. Zudem erklangen Werke der Komponisten Luigi Nono, Luciano Berio, Heiner Goebbels, Hans Werner Henze und Frederic Rzewski. Die New Yorker Philharmoniker waren mit der Uraufführung von Péter Eötvös Senza sangue und die Wiener Philharmoniker mit der Uraufführung von Olga Neuwirths Masaot / Clocks without Hands zu Gast. Insgesamt erklangen 23 Uraufführungen, davon 11 Hymnen für ein nicht existierendes Land. In Zusammenarbeit mit der c/o pop boten die Künstler Atari Teenage Riot, Schorsch Kamerun, Susana Baca und Ana Tijoux ihre Auseinandersetzung mit dem Spannungsfeld Musik-Politik dar. Im Rahmen des Festivals wurde der britischen Komponistin Rebecca Saunders der Mauricio Kagel Musikpreis 2015 der Kunststiftung NRW verliehen.

### 2016
2016 fand das Festival vom 30. April bis zum 10. Mai unter dem Motto „Musik und Glaube“ statt. Porträtkomponistin war Galina Ustwolskaja aus deren 25 Werke umfassenden Œuvre 21 Kompositionen aufgeführt wurden. Zu den Spielstätten des Festivals gehörten mehrere Kölner Gotteshäuser, darunter auch die noch im Bau befindliche Zentralmoschee Köln im Stadtteil Ehrenfeld. Es erklangen insgesamt 15 Uraufführungen, darunter drei Werke des Japaners Toshio Hosokawa und „Par là!“ des österreichischen Komponisten Johannes Maria Staud. Das Netherlands Radio Philharmonic Orchestra spielte am 8. Mai unter Markus Stenz die deutsche Erstaufführung von John Adams „The Gospel According to the Other Mary“. Weitere Komponisten die 2016 zur Aufführung gelangen waren u. a. Leonard Bernstein, Morton Feldman, Jonathan Harvey, Olivier Messiaen, Arvo Pärt, Horațiu Rădulescu, Wolfgang Rihm und Karlheinz Stockhausen. Besondere Aufmerksamkeit genoss die Aufführung von Steve Reichs „Six Pianos“ in der Kölner Philharmonie: Einige Wochen zuvor hatte die Aufführung von Reichs „Piano Phases“ im selben Konzertsaal für Aufregung gesorgt. Aus Indien war die karnatische Sängerin Bombay Jayashri Ramnath zu Gast, der gebürtige Senegalese Faada Freddy präsentierte sein A-cappella-Projekt „Gospel Journey“ und die New Yorker Formation Zion80 überzeugte mit jüdischem Afrobeat.

### 2017
Das Festival fand 2017 vom 28. April bis zum 7. Mai unter dem Motto „Ton. Satz. Laut.“ statt und wurde von knapp 23.000 Menschen besucht. In den Fokus gerückt werden sollte das Verhältnis von Musik und Sprache. Insgesamt 13 Werke der Porträtkomponistin Unsuk Chin kamen zur Aufführung. Bei Konzerten wirkten unter anderem das WDR Sinfonieorchester, das Gürzenich-Orchester, das Ensemble Modern, die Bamberger Symphoniker, Das Neue Ensemble, Einstürzende Neubauten, Käptn Peng, Hannah Silva, Saul Williams, das Sprachkunstensemble sprechbohrer sowie Studierende der Hochschule für Musik und Tanz Köln. Spielstätten waren – neben der Kölner Philharmonie – der LANXESS Tower, das Theater im Bauturm sowie die Sartory-Säle.

### 2018
Das achte Festival, das vom 28. April bis zum 11. Mai 2018 stattfand, fand unter dem Motto „Metamorphosen – Variationen“ statt und hatte den 1970 verstorbenen Bernd Alois Zimmermann als Porträtkomponisten. Von dessen Œuvre wurden insgesamt 30 Werke gespielt, unter anderem die „Musique pour les soupers du Roi Ubu“ sowie – in der Interimsspielstätte der Oper Köln, dem Staatenhaus am Rheinpark, – die Oper „Die Soldaten“, welche zusätzlich als Vokalsinfonie vom WDR Sinfonieorchester gespielt wurde. Insgesamt über 25.000 Menschen besuchten die etwa 60 Veranstaltungen des Festivals.

### 2019
Vom 30. April bis zum 11. Mai 2019 fand unter dem Motto „GroßstadtPolyphonie“ die neunte Ausgabe des Festivals statt, welche etwa 25.000 Besucher anzog und den Komponisten Georges Aperghis porträtierte. Die Musik sollte beim Festival verstärkt statt im Konzertsaal im städtischen Raum erklingen, so gab es beispielsweise Veranstaltungen im U-Bahnhof Heumarkt, auf einem Rheinschiff sowie einer Skaterhalle im rechtsrheinischen Köln-Kalk. Insgesamt 31 Werke wurden uraufgeführt. Neben Stücken des Porträtkomponisten erklangen Werke von Künstlern wie Georg Friedrich Haas, Christophe Bertrand, Gerhard Stäbler, Manos Tsangaris, Lea Letzel und Alberto Posadas.

### 2020
Die zehnte Ausgabe des Festivals, welche vom 30. April bis zum 10. Mai 2020 unter dem Motto „Musik und Kosmos“ veranstaltet werden sollte, konnte aufgrund der COVID-19-Pandemie und den damit einhergehenden Veranstaltungsverboten nicht stattfinden.

### 2021
Vom 1. bis zum 15. Mai 2021 fand die elfte Ausgabe des Festivals unter dem Motto „Kosmos | Comic“ statt. Aufgrund des in diesem Zeitraum geltenden Verbots, Veranstaltungen vor Livepublikum durchzuführen, wurden 27 Produktionen des Festivals kostenlos per Streaming im Internet übertragen. Unter anderem wurden Konzerte mit Stücken von Gordon Kampe, Jennifer Walshe und Frank Zappa durchgeführt. Insgesamt erklangen dabei 17 Uraufführungen.

## Spielstätten
Die Kölner Philharmonie ist die größte Spielstätte des Festivals. Des Weiteren werden u. a. die Bühnen des Stadtgarten, die Universität zu Köln, das WDR Funkhaus, das Filmforum, das Museum Ludwig, der Alte Wartesaal, das Theater am Tanzbrunnen, raum13 – Deutzer Zentralwerk der Schönen Künste und viele andere genutzt. Am Festival „Acht Brücken“ finden ferner Konzerte in der Lagerstätte für die mobilen Hochwasserschutzelemente statt.

## Künstlerische Leitung
Acht Brücken | Musik für Köln ist ein Festival der Acht Brücken GmbH (früher MusikTriennale GmbH). Die künstlerische Leitung des Festivals setzt sich zusammen aus Louwrens Langevoort, Gesamtleiter und Geschäftsführer der Acht Brücken GmbH
und Intendant der Kölner Philharmonie, Andrea Zschunke, Leiterin der Programmgruppe Musik und Radiokunst bei WDR 3, Herrmann-Christoph Müller, Leiter des Referats für Musik der Stadt Köln sowie Thomas Oesterdiekhoff, ehemaliger Geschäftsführer des Ensembles musikFabrik – Landesensemble NRW e. V. und Daniel Mennicken, Geschäftsführer von ON – Neue Musik Köln e. V.

## Finanzierung
Das Festival wird vom Westdeutschen Rundfunk sowie von der Stadt Köln getragen. Gefördert wird das Festival u. a. durch das Kuratorium KölnMusik e. V. und die Kunststiftung NRW.  Der Rat der Stadt Köln bekannte sich im Juni 2012 zur Fortsetzung des Festivals bis einschließlich 2015. Im Jahr 2013 unterstützt die Stadt Köln das Festival mit 627.000 Euro, in den Jahren 2015/16 mit je 500.000 Euro. Damit kommt die Stadt Köln für etwa ein Drittel des Gesamtbetrags auf. Zur Gesamtfinanzierung des Festivals sind die Veranstalter zusätzlich auf finanzielle Unterstützung aus der Privatwirtschaft angewiesen. Hauptsponsorin ist die Sparkasse KölnBonn, der Chemie-Konzern Lanxess tritt als exklusiver Partner auf. Weitere Förderung erfährt das Festival außerdem unter anderem durch die Ernst von Siemens Musikstiftung, das Ministerium für Familie, Kinder, Jugend, Kultur und Sport des Landes Nordrhein-Westfalen (MFKJKS NRW) und die Kulturstiftung des Bundes.
Im Rahmen der Etatkürzungen im städtischen Doppelhaushalt 2025/26 hat der Rat der Stadt Köln am 13. Februar 2025 beschlossen, alle finanziellen Mittel zu streichen und das Festival zu liquidieren.